# Idioma wadi-wadi
Wadi-Wadi es una lengua aborigen australiana extinta que fue hablada en Nueva Gales del Sur.
Clark sugiere que Jari Jari es un idioma estrechamente relacionado, pero este nombre puede referirse a otros idiomas.